# Distrikte (Anguilla)
Das Britische Überseegebiet Anguilla gliedert sich in 14 Verwaltungsdistrikte. Von diesen unterschiedlich sind die sieben Wahldistrikte.
| Distrikt       | Einwohner (2011) | Bemerkung                     |
| -------------- | ---------------- | ----------------------------- |
| West End       | 884              |                               |
| South Hill     | 1689             | Einwohnerstärkster Distrikt   |
| Blowing Point  | 825              |                               |
| Sandy Ground   | 252              | Einwohnerschwächster Distrikt |
| North Hill     | 444              |                               |
| George Hill    | 1124             |                               |
| The Valley     | 1298             | Gleichzeitig Hauptstadt       |
| North Side     | 1514             |                               |
| The Quarter    | 1079             |                               |
| Stoney Ground  | 1577             |                               |
| The Farrington | 629              |                               |
| Sandy Hill     | 633              |                               |
| East End       | 661              |                               |
| Island Harbour | 963              |                               |